# Epicauta cinereus
Epicauta cinereus is een keversoort uit de familie van oliekevers (Meloidae). De wetenschappelijke naam van de soort is voor het eerst geldig gepubliceerd in 1771 door Forster.